# Peter Illmann
Peter Karl Illmann (* 17. März 1959 in Dortmund) ist ein deutscher Radio- und Fernsehmoderator und Schauspieler.

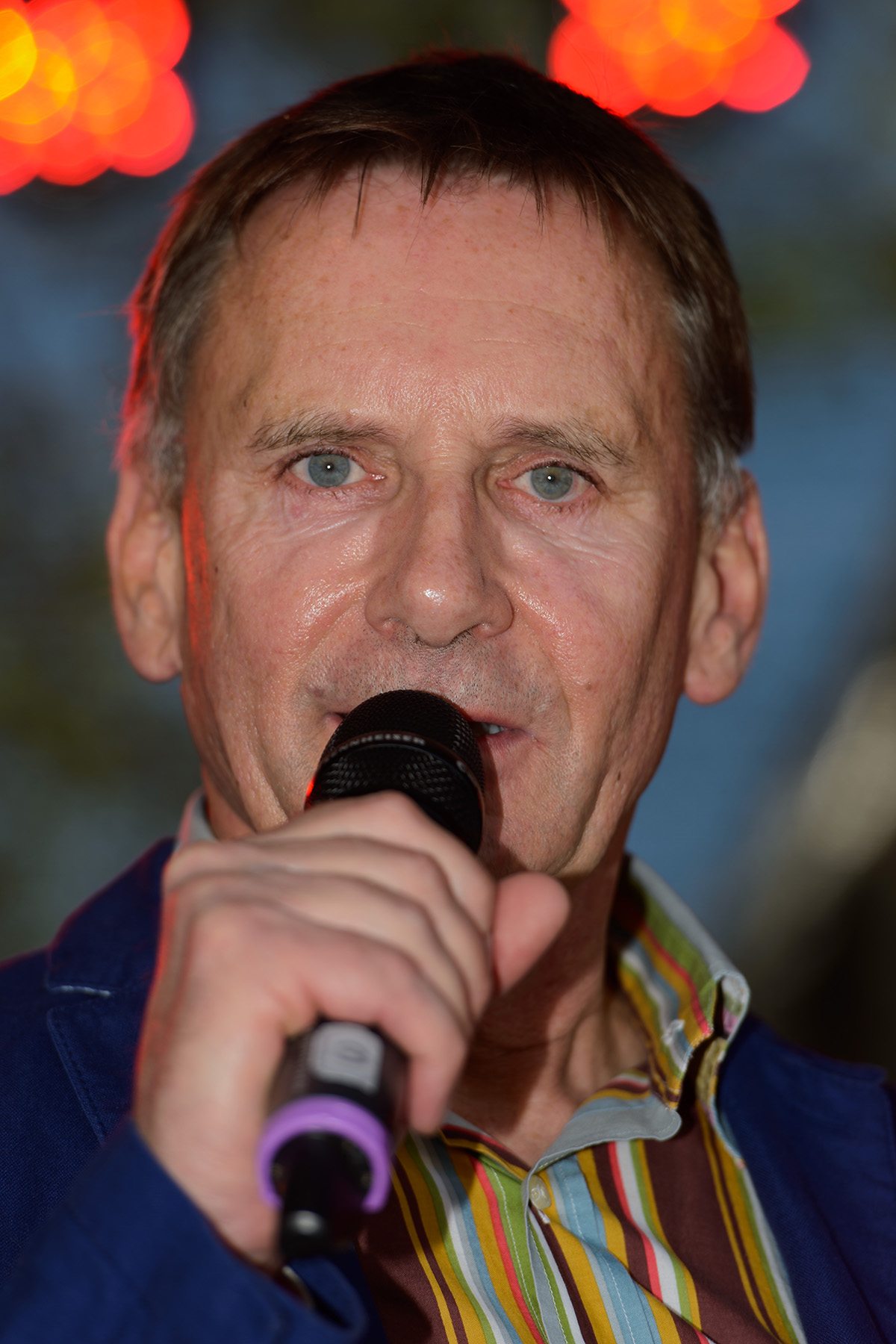
Peter Illmann auf dem Dortmunder Stadtfest „DortBunt“ am 8. Mai 2016.

## Leben und Wirken
Nach dem Studium der Psychologie und Theaterwissenschaften machte er eine Sprechausbildung beim Bayerischen Rundfunk und nahm Schauspielunterricht in Berlin. Von 1980 bis 2002 war er für die Moderation und Redaktion diverser Radiosendungen beim BR verantwortlich (u. a. Pop nach 8, ARD-Popnacht, Nightlife, Radio Show). Seinen Zivildienst absolvierte er in München.
Zwischenzeitlich moderierte er 1983 und 1984 68 Folgen der ARD-Musiksendung Formel Eins. 1985 wechselte er zum ZDF und moderierte dort die nach ihm benannte Sendungen P. I. T. – Peter-Illmann-Treff und Peters Pop Show sowie von 1985 bis 1987 Rockpop in Concert. Ab dem 28. März 2004 war er Mitmoderator von Best of Formel Eins – Die Show auf kabel eins.
Bis 2009 moderierte er seine eigene Sendung, die Hit-Highlights, bei Hit Radio FFH. Dort wurden neben dem normalen Radioprogramm auch fast vergessene Musikklassiker gespielt.
Als Schauspieler hatte er 2000 eine Gastrolle im Fernsehfilm Der Atemkünstler. Außerdem wirkte er 2003 in zwei Kinofilmen mit: Verschwende deine Jugend und Ganz und gar.
Von Oktober 2010 bis Dezember 2012 moderierte Illmann die Sendung Formel Mord bei hörbuchFM.
Illmann spielte im Kinofilm Fraktus von 2012 des Regisseurs Lars Jessen um eine fiktive Band mit. Ende 2012 brachte er seine Doppel-CD Peter Illmann – Private Collection heraus, eine Zusammenstellung seiner Lieblingssongs, abseits der Charts. Auch spielte er 2013 in einer Nebenrollen einen TV-Showmaster in dem Film König von Deutschland.
Seit 2013 moderiert Illmann die Neuauflage der Musiksendung Formel eins bei RTL Nitro. Die Sendung hat ihre Wurzeln in den 1980er Jahren, zeigt aber auch die aktuellen deutschen Top-Ten-Platzierungen. Seit Oktober 2016 stehen bei Formel Eins die Hits der 2000er Jahre im Focus.
Er ist Mitinhaber der Firma Ballyhooo! Travel & Television. Die Firma erstellt Fernsehkonzepte.
Seit Ende 2018 moderiert er freitags im Wechsel mit Martina Emmerich und Peter Großmann bei WDR 4 die Sendung Ab ins Wochenende – Die 70er/80er Show.
Am 14. August 2020 hatte er einen Gastauftritt bei Die schlechtesten Filme aller Zeiten in seiner alten Rolle als Moderator von Formel 1 (umgeschrieben auf Formel Einst). Bei der 125. Episode der Sendung war er im August 2021 erneut zu sehen, ebenso beim Staffelfinale am 28. Oktober 2022.
Seit dem 1. Juni 2021 moderiert er eine Morgensendung und inzwischen auch Podcasts bei dem privaten Hörfunksender 80s80s.
Illmann lebt mit seinem Lebenspartner abwechselnd in München und Brüssel.

## Veröffentlichungen
- Kult war nicht geplant. Sehnsucht 80er: Lebensgefühl, Popmusik, Videoclips – Ein Blick hinter die Kulissen gestern und heute. Hamburg 2021.

## Belege
1. 1 2  https://www.br.de/mediathek/podcast/blaue-couch/moderator-peter-illmann-die-grossen-stars-waren-am-einfachsten-und-professionell-wie-rod-stewart-oder-david-bowie/1845182
2. ↑  Peter Illmann: Coming-out nach Tod des Vaters. In: queer.de. Abgerufen am 12. Januar 2016.
3. ↑  Werben & Verkaufen: 80s80s-Radio holt Peter Illmann an Bord | Special | Radio Advertising Summit | W&V. 1. Juni 2021, abgerufen am 18. August 2024.
4. ↑  Redaktion: Peter Illmann moderiert ab heute die 80s80s-Morgenshow. 1. Juni 2021, abgerufen am 18. August 2024 (deutsch).

| Personendaten    | Personendaten                            |
| ---------------- | ---------------------------------------- |
| NAME             | Illmann, Peter                           |
| ALTERNATIVNAMEN  | Illmann, Peter Karl (vollständiger Name) |
| KURZBESCHREIBUNG | deutscher Fernsehmoderator               |
| GEBURTSDATUM     | 17. März 1959                            |
| GEBURTSORT       | Dortmund, Deutschland                    |